# Muzeum Juan Évora
Muzeum Juan Évora, španělsky Museo Etnográfico Juan Évora nebo jen Museo Juan Évora, je malé etnografické muzeum. Nachází se u silnice TF-21 na území obce Guía de Isora v Jihozápadní comarce v provincii Santa Cruz de Tenerife na ostrově Tenerife na Kanárských ostrovech ve Španělsku. Muzeum je situováno v jihozápadní části Národního parku Teide.

## Historie a popis
Muzeum Juana Évory bylo původně domem Señora Juana Évory, který byl poslední osobou, jež měla dovoleno bydlet v Národním parku Teide v oblasti Las Cañadas del Teide. Je umístěné v kamenné chatě a vystavuje různé etnografické předměty (oblečení, věci denní potřeby, expozice místního zemědělství) a také expozice o Juanu Évorovi, který zde žil až do své smrti v 80. letech 20. století a pracoval jako řidič nákladního auta. Muzeum je umístěné v krásném prostředí poblíž sopky Pico del Teide a daleko od dalších obydlí.

## Další informace
Muzeum je v době otevření volně přístupné a slouží také jako informační centrum národního parku. U muzea je parkoviště, posezení a také vyhlídka Mirador Juan Évora.

## Galerie

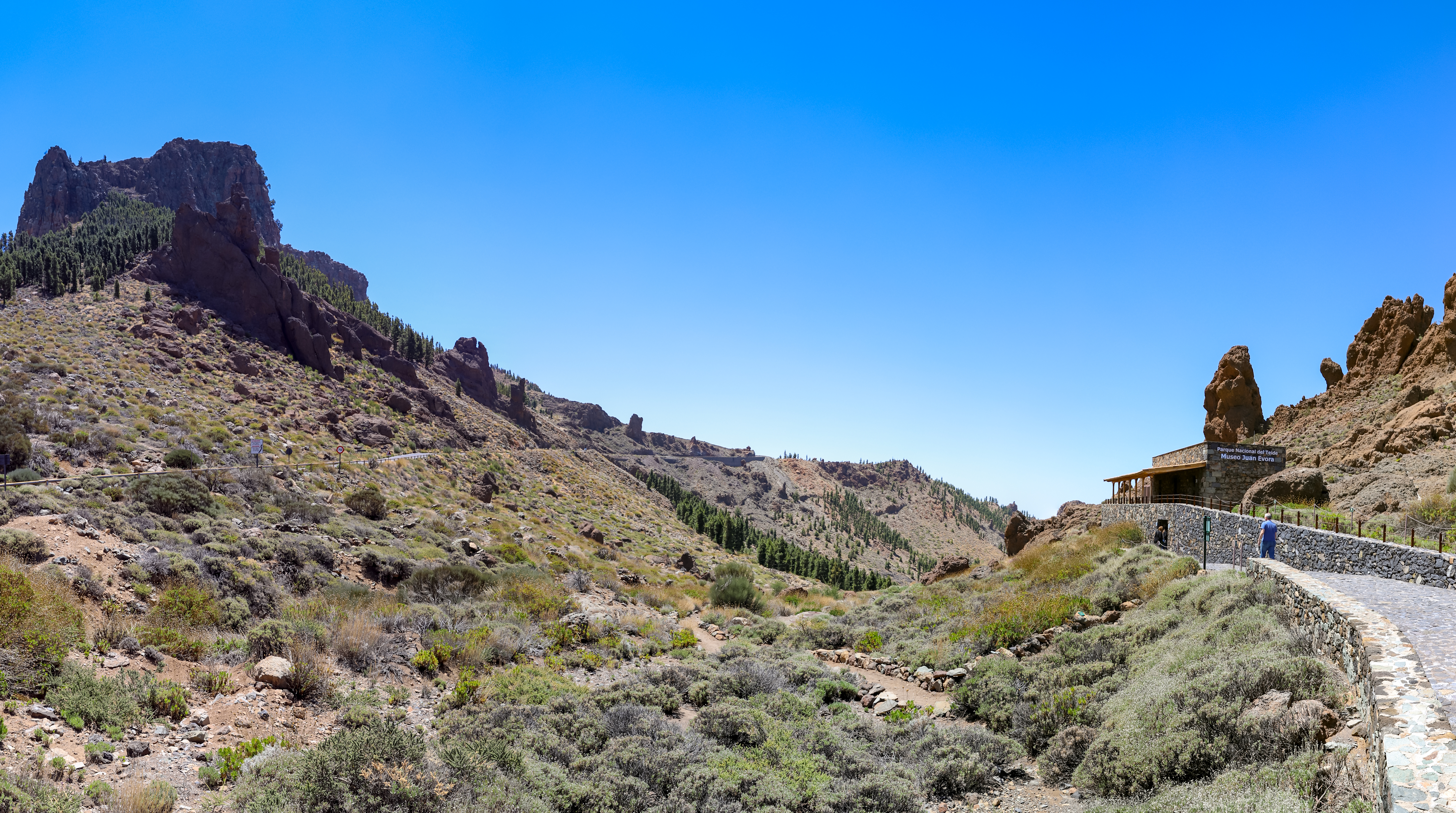
Cesta z parkoviště k muzeu
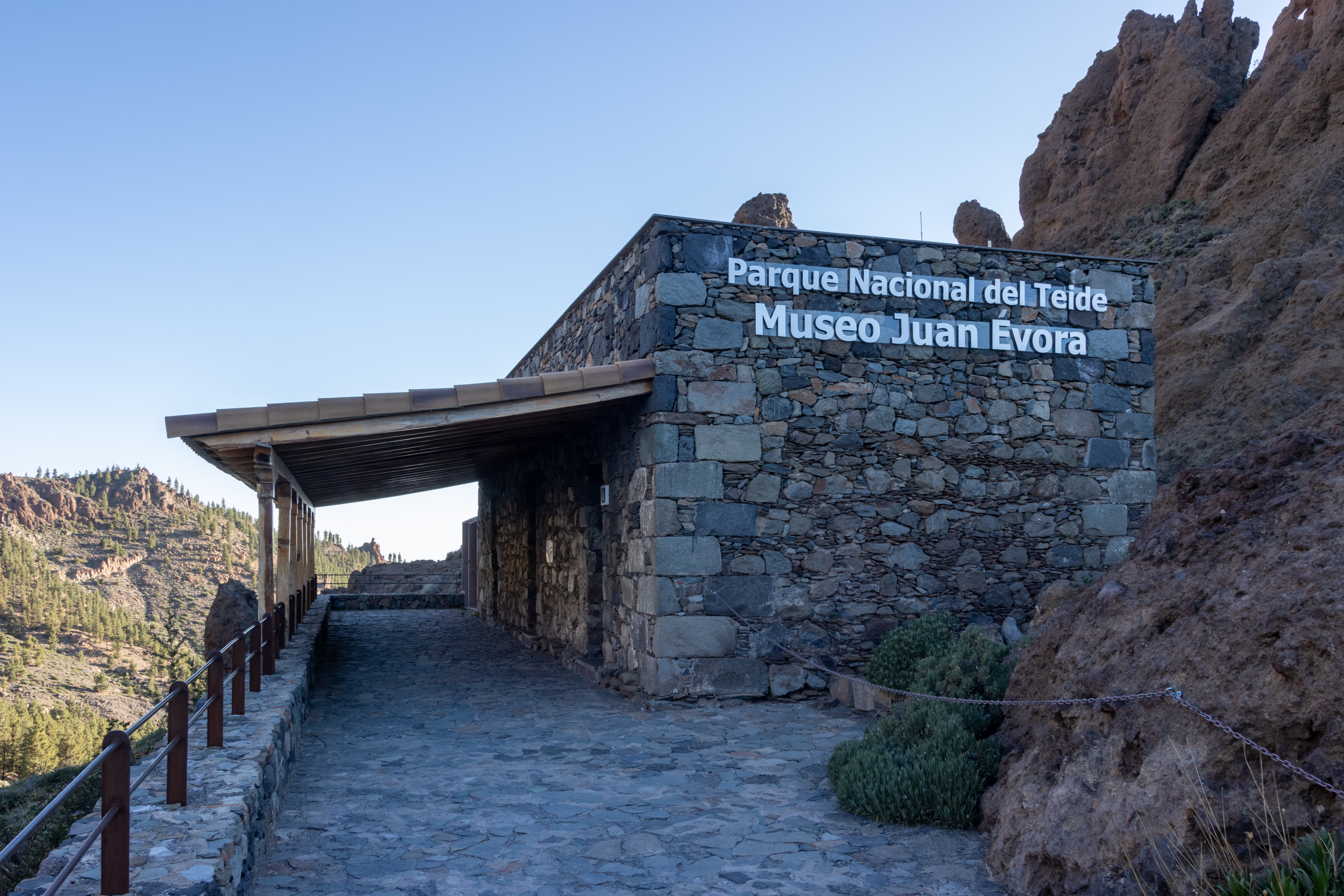
Vstup do muzea
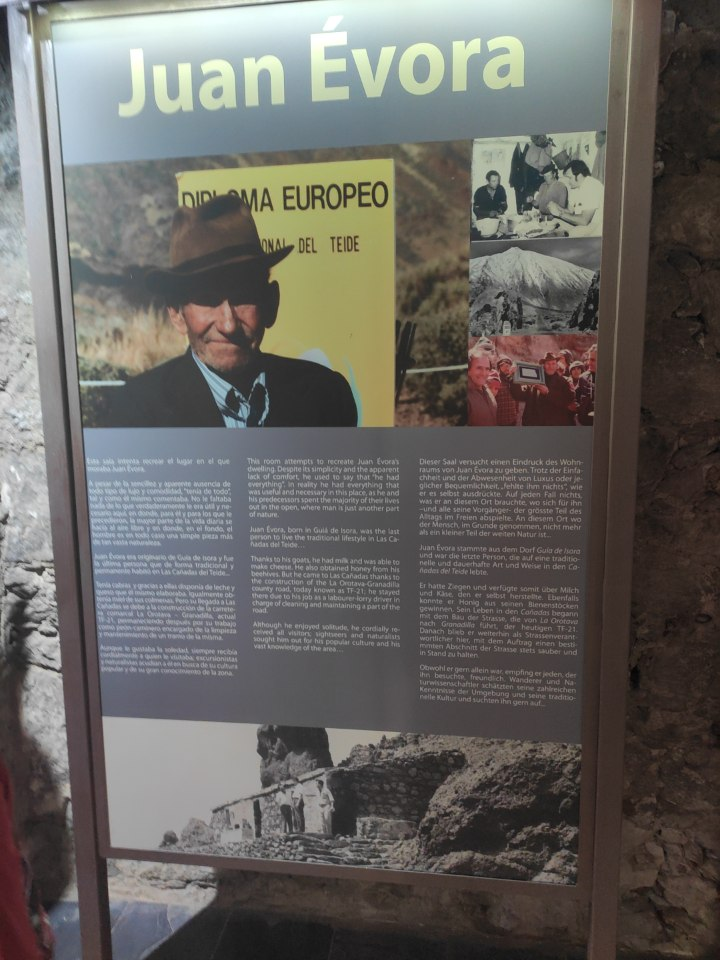
Informační panel